# Astéroïde géocroiseur
Pour un article plus général, voir Objet géocroiseur.

Classification des astéroïdes géocroiseurs.

En astronomie, les astéroïdes géocroiseurs sont des astéroïdes évoluant à proximité de la Terre. Pour les nommer on utilise souvent l'abréviation ECA (de l'anglais Earth-Crossing Asteroids, astéroïdes croisant l'orbite de la Terre), astéroïdes dont l'orbite autour du Soleil croise celle de la Terre, ayant une distance aphélique inférieure à celle de Mars, soit 1,381 UA (valeur d'1,300 UA fixée par les spécialistes américains).
Les NEA (Near-Earth Asteroids, astéroïdes proches de la Terre) sont aussi souvent, par abus et à tort, appelés en français géocroiseurs même si certains ne croisent pas l'orbite de la Terre (voir ci-dessous).
Parmi les NEA, on distingue quatre familles principales :
- les astéroïdes Atira, dont l'orbite est entièrement intérieure à celle de la Terre et qui ne sont donc pas des géocroiseurs au sens strict du terme ;
- les astéroïdes Aton, qui possèdent un demi-grand axe de moins d'une UA ;
- les astéroïdes Apollon, qui croisent l'orbite de la Terre avec une période supérieure à un an ;
- les astéroïdes Amor, dont l'orbite est entièrement extérieure à celle de la Terre et qui ne sont donc pas des géocroiseurs au sens strict du terme.

On appelle « astéroïdes potentiellement dangereux » (APD ; potentially hazardous asteroids, PHA, en anglais) les astéroïdes de magnitude absolue H < 22 (mesurant donc typiquement plus de 140 mètres de diamètre moyen) et qui peuvent passer à moins de 0,05 unité astronomique de la Terre.
Les astéroïdes géocroiseurs appartiennent au groupe des objets géocroiseurs (en anglais, NEO : Near Earth Object), qui comprend également quelques comètes. Certains de ces objets étant susceptibles de heurter la Terre, ils font l'objet d'une recherche et d'un suivi particulier.
2008 TC3 est le premier astéroïde géocroiseur détecté et suivi dans l'espace avant sa chute sur Terre le 7 octobre 2008.

## Détection des astéroïdes géocroiseurs

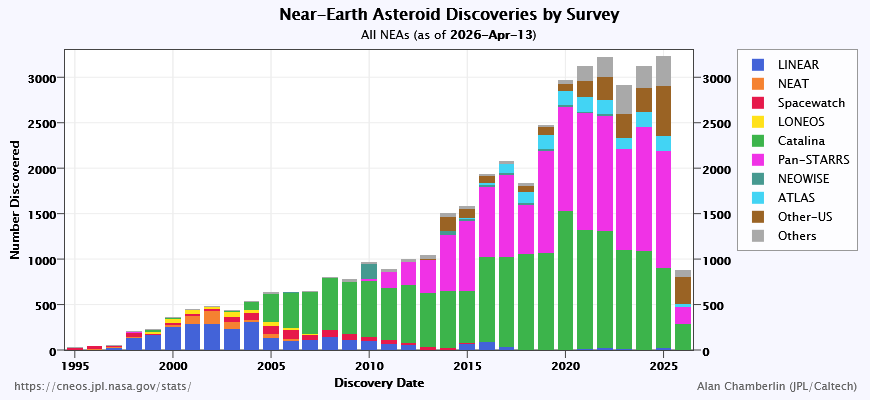
Graphique présentant l'évolution de la détection des astéroïdes géocroiseurs par divers programmes.

Dans la seconde moitié du XXe siècle, différents travaux scientifiques ont permis de découvrir la menace que constituerait l'impact d'astéroïdes pour la vie sur Terre. La NASA a mis sur pied en 1998 le programme Spaceguard de détection des astéroïdes géocroiseurs (dont l'orbite coupe celle de la Terre) ayant un diamètre supérieur à 1 km. Cette dimension a été retenue car l'impact d'un tel astéroïde pourrait amener l'extinction de l'humanité. 
On estime qu'il existe moins de 1 200 astéroïdes dans cette catégorie. Un objet de ce type frappe la Terre environ tous les 500 000 ans. Fin 2008, près de 90 % des objets de cette dimension ont été recensés. Ces dernières années plusieurs programmes de détection de la NASA (LINEAR, NEAT, Spacewatch, LONEOS, Catalina Sky Survey, ADAS) ou d'autres pays (CINEOS, etc.)  ont été mis sur pied pour identifier les objets de plus petite taille. Ces programmes utilisent des télescopes destinés à cette tâche et basés sur Terre. 
Le programme NEOWISE exploite les capacités du télescope spatial infrarouge WISE pour identifier une sous-catégorie des astéroïdes géocroiseurs baptisée PHA (Potentially  hazardous asteroid) qui se définit comme ceux dont l'orbite coupe celle de la Terre à moins de 8 millions de km de celle-ci. Les résultats de cette étude, achevée en 2012, permettent d'estimer qu'il existe  environ 4 000 à 5 000 astéroïdes de ce type ayant une taille comprise entre 100 mètres et un kilomètre dont 20 à 30 % sont aujourd'hui[Quand ?] identifiés. 
Il existe par ailleurs un demi-million d'astéroïdes géocroiseurs d'une taille comprise entre 50  et   100 mètres. Un de ces objets frappe la Terre statistiquement tous les mille ans (un astéroïde de moins de 50 mètres tous les 100 ans). Début 2013 seule une faible fraction de ces objets a été détectée,,,.

## Liste partielle d'objets numérotés
Au sens strict, un astéroïde géocroiseur est un astéroïde dont l'orbite croise celle de la Terre. Les géocroiseurs numérotés sont listés ici. Dans cette liste, on trouvera notamment l'astéroïde (3753) Cruithne, dont l'orbite entretient un rapport particulier avec celle de la Terre (orbite en fer à cheval).

Suivi de l'astéroïde 2004 FH, le flash transversal est un satellite artificiel.

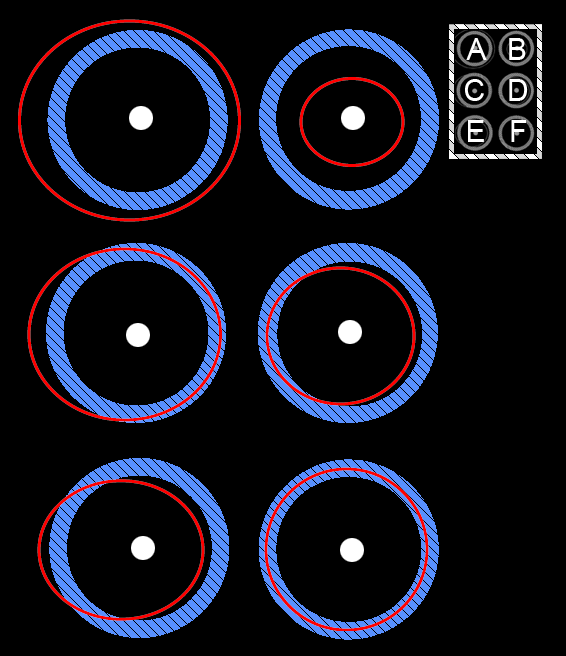
Frôleur-intérieur(¹) : D ;
Frôleur-extérieur(†): C ;
Croiseur: E ;
Co-orbital : F

Notes : † frôleur-extérieur
- (1566) Icare
- (1620) Géographos
- (1685) Toro
- (1862) Apollon
- (1863) Antinoüs
- (1864) Dédale
- (1865) Cerbère
- (1866) Sisyphe
- (1981) Midas
- (2062) Aton
- (2063) Bacchus
- (2100) Ra-Shalom
- (2101) Adonis
- (2102) Tantale
- (2135) Aristée
- (2201) Oljato
- (2212) Héphaïstos
- (2329) Orthos
- (2340) Hathor
- (3103) Eger
- (3122) Florence †
- (3200) Phaéton
- (3360) Syrinx
- (3361) Orphée
- (3362) Khoufou
- (3554) Amon
- (3671) Dionysos †
- (3752) Camillo †
- (3753) Cruithne
- (3757) Anagolay †
- (3838) Épona
- (4015) Wilson-Harrington †
- (4034) Vishnu
- (4179) Toutatis
- (4183) Cuno
- (4197) Morphée
- (4257) Ubasti
- (4341) Poséidon
- (4450) Pan
- (4486) Mithra
- (4544) Xanthos
- (4581) Asclépios
- (4660) Nérée
- (4769) Castalie
- (4953) 1990 MU
- (5011) Ptah
- (5131) 1990 BG
- (5143) Héraclès
- (5189) 1990 UQ
- (5381) Sekhmet
- (5496) 1973 NA
- (5590) 1990 VA
- (5604) 1992 FE
- (5645) 1990 SP
- (5660) 1974 MA
- (5693) 1993 EA
- (5731) Zeus
- (5786) Talos
- (5828) 1991 AM
- (6037) 1988 EG
- (6047) 1991 TB1
- (6053) 1993 BW3 †
- (6063) Jason
- (6239) Minos
- (6455) 1992 HE
- (6489) Golevka †
- (6491) 1991 OA †
- (6611) 1993 VW
- (7025) 1993 QA †
- (7092) Cadmos
- (7335) 1989 JA
- (7341) 1991 VK
- (7350) 1993 VA
- (7482) 1994 PC1
- (7753) 1988 XB
- (7822) 1991 CS
- (7888) 1993 UC
- (7889) 1994 LX
- (8014) 1990 MF
- (8035) 1992 TB
- (8176) 1991 WA
- (8201) 1994 AH2
- (8507) 1991 CB1
- (8566) 1996 EN
- (9058) 1992 JB †
- (9162) Kwiila
- (9202) 1993 PB
- (9856) 1991 EE
- (10115) 1992 SK
- (10145) 1994 CK1
- (10165) 1995 BL2
- (10563) Izhdubar
- (10636) 1998 QK56
- (11066) Sigurd
- (11311) Pélée †
- (11405) 1999 CV3
- (11500) Tomaiyowit
- (11885) Summanus
- (12538) 1998 OH
- (12711) Tukmit
- (12923) Zéphyr †
- (13651) 1997 BR
- (14827) Hypnos
- (16816) 1997 UF9
- (16834) 1997 WU22
- (16960) 1998 QS52
- (17181) 1999 UM3
- (17182) 1999 VU
- (17188) 1999 WC2
- (17511) 1992 QN
- (20236) 1998 BZ7
- (20425) 1998 VD35
- (20429) 1998 YN1
- (20826) 2000 UV13
- (22099) 2000 EX106
- (22753) 1998 WT
- (22771) 1999 CU3
- (23187) 2000 PN9
- (24443) 2000 OG
- (24445) 2000 PM8 †
- (24761) Ahau
- (25143) Itokawa
- (25330) 1999 KV4
- (26379) 1999 HZ1
- (26663) 2000 XK47
- (27002) 1998 DV9 †
- (29075) 1950 DA
- (30825) 1990 TG1
- (30997) 1995 UO5
- (31662) 1999 HP11
- (31669) 1999 JT6
- (33342) 1998 WT24
- (35107) 1991 VH
- (35396) 1997 XF11
- (35670) 1998 SU27
- (36236) 1999 VV
- (36284) 2000 DM8
- (37638) 1993 VB
- (37655) Illapa
- (38071) 1999 GU3 †
- (38086) Beowulf
- (38239) 1999 OR3
- (39572) 1993 DQ1
- (40267) 1999 GJ4
- (41429) 2000 GE2
- (42286) 2001 TN41
- (52340) 1992 SY †
- (52750) 1998 KK17
- (52760) 1998 ML14
- (52762) 1998 MT24
- (52768) 1998 OR2 †
- (53319) 1999 JM8
- (53409) 1999 LU7
- (53426) 1999 SL5
- (53429) 1999 TF5
- (53550) 2000 BF19
- (53789) 2000 ED104 †
- (54509) YORP
- (55408) 2001 TC2
- (55532) 2001 WG2
- (65679) 1989 UQ
- (65690) 1991 DG
- (65717) 1993 BX3 †
- (65733) 1993 PC
- (65803) Didymos †
- (65909) 1998 FH12
- (66008) 1998 QH2
- (66063) 1998 RO1
- (66146) 1998 TU3
- (66253) 1999 GT3
- (66391) Moshup
- (66400) 1999 LT7
- (67367) 2000 LY27
- (67381) 2000 OL8
- (67399) 2000 PJ6
- (68216) 2001 CV26
- (68267) 2001 EA16
- (68346) 2001 KZ66
- (68347) 2001 KB67
- (68348) 2001 LO7
- (68372) 2001 PM9
- (68548) 2001 XR31
- (68950) 2002 QF15
- (69230) Hermès
- (85182) 1991 AQ
- (85236) 1993 KH
- (85585) Mjolnir
- (85640) 1998 OX4
- (85713) 1998 SS49
- (85770) 1998 UP1
- (85774) 1998 UT18
- (85818) 1998 XM4
- (85938) 1999 DJ4
- (85953) 1999 FK21
- (85989) 1999 JD6
- (85990) 1999 JV6
- (86039) 1999 NC43
- (86450) 2000 CK33
- (86666) 2000 FL10
- (86667) 2000 FO10
- (86819) 2000 GK137 †
- (86829) 2000 GR146
- (86878) 2000 HD24
- (87024) 2000 JS66
- (87025) 2000 JT66
- (87309) 2000 QP
- (87311) 2000 QJ1
- (87684) 2000 SY2
- (88213) 2001 AF2
- (88254) 2001 FM129
- (88710) 2001 SL9
- (88959) 2001 TZ44
- (89136) 2001 US16 †
- (89830) 2002 CE †
- (89958) 2002 LY45
- (89959) 2002 NT7
- (90075) 2002 VU94
- (90147) 2002 YK14 †
- (90367) 2003 LC5
- (90403) 2003 YE45
- (90416) 2003 YK118
- (99248) 2001 KY66
- (99907) 1989 VA
- (99942) Apophis
- (101955) Bénou
- (111253) 2001 XU10
- (136617) 1994 CC
- (136618) 1994 CN2
- (136818) Selqet
- (137052) Tjelvar
- (137108) 1999 AN10
- (137170) 1999 HF1
- (137427) 1999 TF211
- (137924) 2000 BD19
- (138095) 2000 DK79 †
- (140288) 2001 SN289
- (143624) 2003 HM16
- (143649) 2003 QQ47
- (143651) 2003 QO104
- (143992) 2004 AF
- (144332) 2004 DV24
- (144898) 2004 VD17
- (153591) 2001 SN263 †
- (153814) 2001 WN5
- (153958) 2002 AM31
- (159504) 2000 WO67
- (159857) 2004 LJ1
- (161989) Cacus
- (162000) 1990 OS
- (162173) Ryugu
- (163051) 2001 YJ4
- (163132) 2002 CU11
- (163243) 2002 FB3
- (163899) 2003 SD220
- (164121) 2003 YT1
- (164207) 2004 GU9
- (171576) 1999 VP11
- (175706) 1996 FG3
- (185851) 2000 DP107
- (192642) 1999 RD32
- (196625) 2003 RM10
- (202683) 2006 US216
- (214088) 2004 JN13
- (214869) 2007 PA8
- (217628) Lug
- (221455) 2006 BC10
- (242216) 2003 RN10 †
- (242450) 2004 QY2
- (267494) 2002 JB9
- (277475) 2005 WK4
- (285331) 1999 FN53
- (289227) 2004 XY60
- (297300) 1998 SC15
- (306367) Nout
- (308242) 2005 GO21
- (314082) Dryope
- (322756) 2001 CK32
- (326290) Akhénaton
- (341843) 2008 EV5
- (357439) 2004 BL86
- (367789) 2011 AG5
- (367943) Duende
- (369264) 2009 MS
- (374158) 2004 UL
- (382395) 1990 SM
- (385343) 2002 LV
- (398188) Agni
- (415029) 2011 UL21
- (417634) 2006 XG1
- (419624) 2010 SO16
- (422699) 2000 PD3
- (425755) 2011 CP4
- (428694) Saule
- (471926) Jörmungandr
- (523662) 2012 MU2
- (524522) Zoozve
- 2015 HM10
- 2013 TX68

## Surveillance et déviation des géocroiseurs
Ce sont surtout les astéroïdes potentiellement dangereux que l’on cherche à recenser d’une manière quasi exhaustive afin de les détruire ou les détourner en cas de risque d'impact avec la Terre. Ces PHA font partie des objets potentiellement dangereux.
Il existe deux systèmes automatisés destinés à la surveillance, Sentry à Pasadena aux États-Unis et NEODyS à Pise en Italie.
L'Agence spatiale européenne (ESA) est en train de réaliser un programme de surveillance et de déviation éventuelle de géocroiseurs. Le projet est détaillé dans services publics (www.esa.int)